# Brachiacantha
Genre
Brachiacantha est un genre de coléoptères de la famille des Coccinellidae.

## Liste d'espèces
Selon BioLib (5 septembre 2019) :
- Brachiacantha albifrons (Say)
- Brachiacantha decempustulata (Melsheimer, 1847)
- Brachiacantha dentipes (Fabricius)
- Brachiacantha quadripunctata Melsheimer
- Brachiacantha rotunda Gordon
- Brachiacantha ursina (Fabricius, 1787)
- Brachiacantha uteella Casey

Selon Catalogue of Life (5 septembre 2019) :
- Brachiacantha albifrons (Say, 1824)
- Brachiacantha arizonica Schaeffer, 1908
- Brachiacantha barberi Gordon, 1985
- Brachiacantha blaisdelli Nunenmacher, 1909
- Brachiacantha bollii Crotch, 1873
- Brachiacantha decempustulata (Melsheimer, 1847)
- Brachiacantha decora Casey, 1899
- Brachiacantha dentipes (Fabricius, 1801)
- Brachiacantha felina (Fabricius, 1775)
- Brachiacantha floridensis Blatchley, 1916
- Brachiacantha illustris Casey, 1899
- Brachiacantha indubitabilis Crotch, 1873
- Brachiacantha lepida Mulsant, 1850
- Brachiacantha quadrillum LeConte, 1858
- Brachiacantha quadripunctata Melsheimer, 1847
- Brachiacantha querceti Schwarz, 1878
- Brachiacantha schwarzi Gordon, 1985
- Brachiacantha soltaui Gordon, 1985
- Brachiacantha stephani Gordon, 1985
- Brachiacantha subfasciata Mulsant, 1850
- Brachiacantha tau LeConte, 1859
- Brachiacantha testudo Casey, 1899
- Brachiacantha ursina (Fabricius, 1787)
- Brachiacantha uteella Casey, 1908

Selon ITIS (5 septembre 2019) :
- Brachiacantha albifrons (Say, 1824)
- Brachiacantha arizonica Schaeffer, 1908
- Brachiacantha barberi Gordon, 1985
- Brachiacantha blaisdelli Nunenmacher, 1909
- Brachiacantha bollii Crotch, 1873
- Brachiacantha decempustulata (Melsheimer, 1847)
- Brachiacantha decora Casey, 1899
- Brachiacantha dentipes (Fabricius, 1801)
- Brachiacantha felina (Fabricius, 1775)
- Brachiacantha floridensis Blatchley, 1916
- Brachiacantha illustris Casey, 1899
- Brachiacantha indubitabilis Crotch, 1873
- Brachiacantha lepida Mulsant, 1850
- Brachiacantha quadrillum LeConte, 1858
- Brachiacantha quadripunctata Melsheimer, 1847
- Brachiacantha querceti Schwarz, 1878
- Brachiacantha schwarzi Gordon, 1985
- Brachiacantha soltaui Gordon, 1985
- Brachiacantha stephani Gordon, 1985
- Brachiacantha subfasciata Mulsant, 1850
- Brachiacantha tau LeConte, 1859
- Brachiacantha testudo Casey, 1899
- Brachiacantha ursina (Fabricius, 1787)
- Brachiacantha uteella Casey, 1908

Selon NCBI (5 septembre 2019) :
- Brachiacantha albifrons (Say, 1824)
- Brachiacantha decempustulata (Melsheimer, 1847)
- Brachiacantha felina (Fabricius, 1775)
- Brachiacantha groendali (Mulsant, 1850)
- Brachiacantha rotunda
- Brachiacantha ursina (Fabricius, 1787)

## Liens taxinomiques
- (en) BioLib : Brachiacantha Chevrolat in Dejean, 1837 (consulté le 5 septembre 2019)
- (en) Catalogue of Life : Brachiacantha (consulté le 14 décembre 2020)
- (fr + en) ITIS : Brachiacantha Chevrolat in Dejean, 1837 (consulté le 5 septembre 2019)
- (en) NCBI : Brachiacantha (taxons inclus) (consulté le 5 septembre 2019)